# Ober Gabelhorn
Ober Gabelhorn (4063 m n. m.) je hora ve Walliských Alpách. Leží na území Švýcarska v kantonu Valais nedaleko italských hranic. Na vrchol je možné vystoupit od Rothorn Hut (3198 m n. m.), Cabane du Mountet (2886 m n. m.) a Bivacco Arben (3224 m n. m.). Na západě sousedí s Dent Blanche, na severu se Zinalrothornem. Pod horou se nachází ledovec Glacier de Zinal.
Jako první na vrchol vystoupili 6. července 1865 A. W. Moore, Horace Walker a Jakob Anderegg.